# Entodon mosenii
Entodon mosenii là một loài rêu trong họ Entodontaceae. Loài này được Broth. mô tả khoa học đầu tiên năm 1895.